# Индија Хук (Јужна Каролина)
Индија Хук (енгл. India Hook) насељено је место без административног статуса у америчкој савезној држави Јужна Каролина.

## Демографија
По попису из 2010. године број становника је 3.328, што је 1.714 (106,2%) становника више него 2000. године.
| Група             | 2000.         | 2010.         |
| Белци             | 1.557 (96,5%) | 2.848 (85,6%) |
| Афроамериканци    | 17 (1,1%)     | 209 (6,3%)    |
| Азијати           | 13 (0,8%)     | 46 (1,4%)     |
| Хиспаноамериканци | 4 (0,2%)      | 164 (4,9%)    |
| Укупно            | 1.614         | 3.328         |